# Lowman Pauling
Lowman Pauling (* 14. Juli 1926 in Winston-Salem, North Carolina, Vereinigte Staaten; † 26. Dezember 1973 in Brooklyn, New York City) war ein US-amerikanischer R&B-Gitarrist, Sänger und Songwriter. Bekannt wurde er vor allem als Mitglied der R&B-Gruppe The "5" Royales.

## Leben und Werk
In den 1940ern sang Lowman Pauling mit seinen Brüdern Clarence (der sich später Clarence Paul nannte) und Curtis in der Gospel-Gruppe seines Vaters Lowman Pauling Sr., der Royal Sons Gospel Group. Als sie 1951 einen Plattenvertrag mit Apollo Records bekamen, wurden daraus schließlich The "5" Royales, die in den 1950ern eine Reihe von Hits hatten.
Pauling schrieb die meisten der Hits der "5" Royales, darunter Dedicated to the One I Love (1957, Mitautor Ralph Bass; der Titel wurde später ein Hit für The Shirelles und The Mamas and the Papas), Think (1957, später von James Brown gecovert) und Tell the Truth (1958, später im Repertoire von Ray Charles). Zwei von Pauling geschriebene Titel der "5" Royales erreichten den ersten Platz der R&B-Charts: Baby Don't Do It (1952) und Help Me Somebody (1953). U. a. James Brown, Eric Clapton und Steve Cropper zählen Pauling zu ihren Vorbildern.
Als die "5" Royales sich Mitte der 1960er auflösten, begann Pauling eine Solokarriere. In Brooklyn, New York City, wurde er Hausmeister einer Synagoge. Hier starb er 1973 im Alter von 47 Jahren. Lowman Pauling wurde in seiner Heimatstadt Winston-Salem bestattet.
2011 veröffentlichte Steve Cropper mit vielen bekannten Musikern das Tributealbum Dedicated mit Titeln der "5" Royales als Reminiszenz an Lowman Pauling.